# Żetybaj
Żetybaj (kaz. Жетібай) – wieś (do 2013 roku osiedle typu miejskiego) w zachodnim Kazachstanie, w obwodzie mangystauskim. W 2006 roku miejscowość liczyła 11 800 mieszkańców.
Ośrodek eksploatacji ropy naftowej, połączony rurociągiem naftowym z miastem Aktau.
Do 1993 roku miejscowość nosiła nazwę Nowoiwanowka.